# أنبور معصب
خنفساء الفطر ذات الخطين أو أنبور مُعّصَّب (الاسم العلمي: Alphitophagus bifasciatus) حشرة مؤذية من فصيلة الغبشيات ورتبة غمديات الأجنحة. موطنها معظم أصقاع العالم القديم والجديد. يرقاتها مؤذية تعيش تحت لحاء الأشجار وفي مخازن الحنطة والاهراء على الحبوب المكشورة. جسمها صغير القد يطول من 2 إلى 3 مم. رأسها مربع الشكل.